# Руська-Весь (Мронґовський повіт)
Руська-Весь (пол. Ruska Wieś, нім. Reuschendorf) — село в Польщі, у гміні Мронгово Мронґовського повіту Вармінсько-Мазурського воєводства.
Населення — 165 осіб (2011).

## Демографія
Демографічна структура станом на 31 березня 2011 року:
|          | Загалом | Допрацездатний вік | Працездатний вік | Постпрацездатний вік |
| -------- | ------- | ------------------ | ---------------- | -------------------- |
| Чоловіки | 82      | 18                 | 57               | 7                    |
| Жінки    | 83      | 25                 | 48               | 10                   |
| Разом    | 165     | 43                 | 105              | 17                   |